# Tongeia hainani
Tongeia hainani is een vlinder uit de familie van de Lycaenidae. De wetenschappelijke naam van de soort is voor het eerst gepubliceerd in 1914 door George Thomas Bethune-Baker.

## Verspreiding
De soort komt voor in Taiwan.

## Waardplanten
De rups leeft op Kalanchoe daigremontiana, Kalanchoe garambiensis, Kalanchoe spathulata en Sedum formosanum.